# Netanja (stacja kolejowa)
Netanja (hebr.: נתניה) – stacja kolejowa w Netanji, w Izraelu. Jest obsługiwana przez Rakewet Jisra’el.

Stacja znajduje się w strefie przemysłowej położonej w południowo-wschodniej części Netanji. Dworzec jest przystosowany dla osób niepełnosprawnych.

## Połączenia
Pociągi z Netanji jadą do Binjamina-Giwat Ada, Tel Awiwu, Lod, Rechowot i Aszkelonu.